# Fincastle (Kentucky)
Fincastle – miasto w Stanach Zjednoczonych, w stanie Kentucky, w hrabstwie Jefferson.